# Atletik under sommer-OL 1924 - 400 meter hækkeløb herrer
Mændenes 400 meter hækkeløb var del af atletikprogrammet ved Sommer-OL 1924. Konkurrencen blev holdt søndag den 6. juli 1924 og mandag den 7. juli 1924.
For alle løbene var banen 500 meter i omkreds.
23 hækkeløbere fra 13 nationer deltog i konkurrencen.

## Rekorder
Disse var de gældende verdens- og olympiske rekorder (i sekunder) før Sommer-OL 1924.
| Verdensrekord   | 54,0    | Frank Loomis | Antwerpen (Belgien) | 16. august 1920 |
| Verdensrekord   | 52,1(*) | Ivan Riley   | Ann Arbor (USA)     | 31. maj 1924    |
| Olympisk rekord | 54,0    | Frank Loomis | Antwerpen (Belgien) | 16. ugust 1920  |

(*) ikke ratificeret, da han væltede en hæk.
Morgan Taylor vandt udtagelsen for USA i tiDanmark 52,6, men han væltede også en hæk, hvilket var imod de på den tid gældende regler. Han gjorde det samme i finalen, så tiden han satte, igen 52,6, blev heller ikke godkendt som verdensrekord. Idet andenpladsvinderen Erik Wilén brugte en lignende stil blev hans 53,8 heller ikke accepteret som verdensrekord, men tolereret som olympisk rekord.

## Resultater

### Runde 1
Alle heats blev afholdt søndag den 6. juli 1924.
De bedste to fra hvert heat kvalificerede sig til semifinalen.
Heat 1
| Placering | Atlet                  | Tid  | Kval. |
| --------- | ---------------------- | ---- | ----- |
| 1         | Charles Brookins (USA) | 54,8 | Q     |
| 2         | Humberto Lara (CHN)    | 56,5 | Q     |
| 3         | Phil McDonald (CAN)    | 56,8 |       |

Heat 2
| Placering | Atlet                 | Tid  | Kval. |
| --------- | --------------------- | ---- | ----- |
| 1         | Chan Coulter (USA)    | 55,0 | Q     |
| 2         | Erik Wilén (FIN)      | 55,3 | Q     |
| 3         | Louis Lundgren (DEN)  | 56,0 |       |
| 4         | Pierre Arnaudin (FRA) | DNF  |       |

Heat 3
| Placering | Atlet                  | Tid  | Kval. |
| --------- | ---------------------- | ---- | ----- |
| 1         | Géo André (FRA)        | 56,0 | Q     |
| 2         | Henri Thorsen (DEN)    | 57,2 | Q     |
| 3         | Ioannis Talianos (GRE) | 58,0 |       |

Heat 4
| Placering | Atlet                | Tid  | Kval. |
| --------- | -------------------- | ---- | ----- |
| 1         | Roger Viel (FRA)     | 57,2 | Q     |
| 2         | Martti Jukola (FIN)  | 57,7 | Q     |
| —         | Wilfrid Tatham (GBR) | 58,5 |       |

Heat 5
| Placering | Atlet                  | Tid  | Kval. |
| --------- | ---------------------- | ---- | ----- |
| 1         | Morgan Taylor (USA)    | 55,8 | Q     |
| 2         | Fred Blackett (GBR)    | 56,9 | Q     |
| 3         | Enrique Thompson (ARG) | 57,0 |       |
| 4         | Richard Honner (AUS)   | 58,5 |       |
| 5         | André Foussard (FRA)   | 60,0 |       |

Heat 6
| Placering | Atlet                   | Tid  | Kal. |
| --------- | ----------------------- | ---- | ---- |
| 1         | Ivan Riley (USA)        | 55,4 | Q    |
| 2         | Luigi Facelli (ITA)     | 56,4 | Q    |
| 3         | Jules Migeot (BEL)      | 56,7 |      |
| 4         | Warren Montabone (CAN)  |      |      |
| 5         | Oscar van Rappard (NED) |      |      |

### Semifinaler
Alle semifinaler blev afholdt søndag d. 6. juli 1924.
De bedste tre finalister fra hvert heat kvalificerede sig til finalen.
Semifinale 1
| Placering | Atlet                  | Tid  | Kval. |
| --------- | ---------------------- | ---- | ----- |
| 1         | Charles Brookins (USA) | 54,6 | Q     |
| 2         | Morgan Taylor (USA)    | 54,9 | Q     |
| 3         | Erik Wilén (FIN)       | 55,4 | Q     |
| 4         | Luigi Facelli (ITA)    | 55,6 |       |
| 5         | Roger Viel (FRA)       | 56,7 |       |
| 6         | Henri Thorsen (DEN)    | 57,3 |       |

Semifinale 2
| Placering | Atlet               | Tid  | Kval. |
| --------- | ------------------- | ---- | ----- |
| 1         | Ivan Riley (USA)    | 56,6 | Q     |
| 2         | Géo André (FRA)     | 56,7 | Q     |
| 3         | Fred Blackett (GBR) | 58,4 | Q     |
| 4         | Chan Coulter (USA)  | 58,6 |       |
| 5         | Martti Jukola (FIN) | 58,6 |       |
| 6         | Humberto Lara (CHN) | 59,0 |       |

### Finale
Finalen blev afholdt mandag d. 7. juli 1924. Charles Brookins som sluttede som nummer to blev diskvalificeret, fordi han løb uden for sin bane. Idet Morgan Taylor væltede en hæk, hvilket var imod reglerne, blev den olympiske rekord Erik Wiléns på andenpladsen, men tiden blev ikke anerkendt som verdensrekord.
| Placering | Atlet                  | Tid     |
| --------- | ---------------------- | ------- |
| 1         | Morgan Taylor (USA)    | 52,6    |
| 2         | Erik Wilén (FIN)       | 53,8 OR |
| 3         | Ivan Riley (USA)       | 54,2    |
| 4         | Géo André (FRA)        | 56,2    |
| —         | Charles Brookins (USA) | DSQ     |
| —         | Fred Blackett (GBR)    | DSQ     |